# فوكس بيزنس
فوكس بيزنس (المعروفة رسميًا باسم شبكة فوكس بيزنس) هي قناة إخبارية تلفزيونية أمريكية تجارية مملوكة لقسم فوكس نيوز الاعلامية التابعة لشركة مؤسسة فوكس. تناقش الشبكة الأخبار التجارية والمالية. ويدير العمليات اليومية كيفن ماجي، وهو نائب الرئيس التنفيذي لفوكس نيوز. يدير نيل كافوتو المحتوى وتغطية أخبار الأعمال. اعتبارًا من فبراير 2015، شبكة فوكس بيزنس توفر خدمة تليفزيونية مدفوعة الأجر لحوالي 74,224,000 أسرة (63,8٪ من الأسر التي لديها تلفاز) في الولايات المتحدة فقط.

## التاريخ
وأكد روبرت مردوخ رئيس نيوز كوربوريشن اثناء خطابه الرئيسي في قمة ماكجرو هيل الإعلامية في 8 فبراير 2007. وصرح مردوخ علنا أنه إذا تمت عملية شراء نيوز كوربوريشن لصحيفة وول ستريت جورنال وإذا كان ذلك ممكنًا من الناحية القانونية، لكان قد أعاد إدخال القناة باسم " جورنال ". ومع ذلك في 11 يوليو 2007، أعلنت شركة نيوز كوربوريشن أن القناة الجديدة ستسمى "شبكة فوكس بيزنس" وهو اسم تم اختياره بدل اسم "قناة فوكس بيزنس" بسبب الاختصار القانوني الموجود مسبقًا ق ف ب (على الرغم من ندرة استخدامه) "لشبكة بث أخرى مملوكة ملكية مشتركة للشركة.

## التنافس مع قنوات الأخبار التجارية والمالية الأخرى

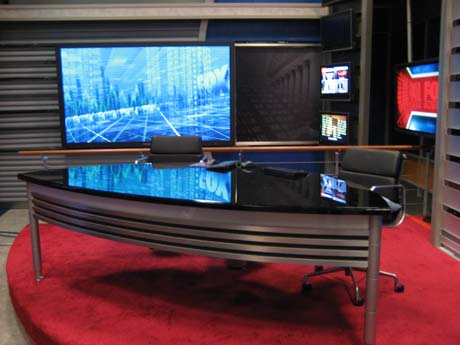
Studio F ، الاستوديو السابق (الآن مكتب FedEx) لـ Fox Business Morning و Fox Business

## موظفو البرمجة وعلى الهواء

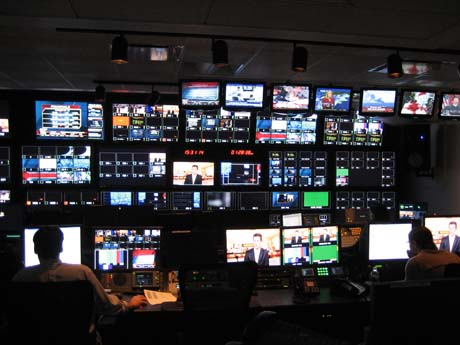
غرفة التحكم في شبكة فوكس بيزنس

### البرمجة الرياضية
```
عملت شبكة فوكس بيزنس في بعض الأحيان كقناة اضافية للبث التلفزيوني لفوكس سبورتس في حالة تضارب البرمجة عبر ">فوكس سبورتس</>1 وفوكس سبورتس2، وخاصة لبث دورة 
كرة القدم الأمريكية الجامعية
. على سبيل المثال في عام 2017 تم بث مباراة بين بايلور وأوكلاهوما ستيت على فوكس بيزنس بسبب لعبة تأخرت الطقس على <a href="./ فوكس سبورتس 1 فوكس سبورتس 1 ">فوكس سبورتس</a>1. وأفيد في مايو 2018 أنه بعد قرار مثير للجدل في نوفمبر 2017 لنقل الربع الأول من مباراة كرة القدم الأمريكية بين واشنطن وستانفورد من <a href="./ فوكس سبورتس 1 فوكس سبورتس 1 ">فوكس سبورتس</a>1 إلى فوكس سبورتس2 (التي لا تحتوي على حمولة بث واسعة) بسبب تجاوز سلسلة ناسكار كامبينج العالمية للسيارات النقل، وأن فوكس فضلت استخدام فوكس بيزنس في حالات تجاوز التدفقات المستقبلية لـ Pac-12، حيث أن توزيعه أوسع بكثير (إن لم يكن أوسع قليلاً من <a href="./ فوكس سبورتس 1 " rel="mw:WikiLink" data-linkid="278" data-cx="{&amp;amp;quot;adapted&amp;amp;quot;:false,&amp;amp;quot;sourceTitle&amp;amp;quot;:{&amp;amp;quot;title&amp;amp;quot;:&amp;amp;quot;Fox Sports 1&amp;amp;quot;,&amp;amp;quot;thumbnail&amp;amp;quot;:{&amp;amp;quot;source&amp;amp;quot;:&amp;amp;quot;http://upload.wikimedia.org/wikipedia/commons/thumb/3/37/2015_Fox_Sports_1_logo.svg/80px-2015_Fox_Sports_1_logo.svg.png&amp;amp;quot;,&amp;amp;quot;width&amp;amp;quot;:80,&amp;amp;quot;height&amp;amp;quot;:40},&amp;amp;quot;description&amp;amp;quot;:&amp;amp;quot;American sports-oriented cable and satellite television channel&amp;amp;quot;,&amp;amp;quot;pageprops&amp;amp;quot;:{&amp;amp;quot;wikibase_item&amp;amp;quot;:&amp;amp;quot;Q8565217&amp;amp;quot;},&amp;amp;quot;pagelanguage&amp;amp;quot;:&amp;amp;quot;en&amp;amp;quot;},&amp;amp;quot;targetFrom&amp;amp;quot;:&amp;amp;quot;mt&amp;amp;quot;}" class="cx-link" id="mw5w" title=" فوكس سبورتس 1 ">فوكس سبورتس</a>1 من حيث إجمالي المشاهدة المنزلية) من <a href="./ فوكس سبورتس 1 " rel="mw:WikiLink" data-linkid="278" data-cx="{&amp;amp;quot;adapted&amp;amp;quot;:false,&amp;amp;quot;sourceTitle&amp;amp;quot;:{&amp;amp;quot;title&amp;amp;quot;:&amp;amp;quot;Fox Sports 1&amp;amp;quot;,&amp;amp;quot;thumbnail&amp;amp;quot;:{&amp;amp;quot;source&amp;amp;quot;:&amp;amp;quot;http://upload.wikimedia.org/wikipedia/commons/thumb/3/37/2015_Fox_Sports_1_logo.svg/80px-2015_Fox_Sports_1_logo.svg.png&amp;amp;quot;,&amp;amp;quot;width&amp;amp;quot;:80,&amp;amp;quot;height&amp;amp;quot;:40},&amp;amp;quot;description&amp;amp;quot;:&amp;amp;quot;American sports-oriented cable and satellite television channel&amp;amp;quot;,&amp;amp;quot;pageprops&amp;amp;quot;:{&amp;amp;quot;wikibase_item&amp;amp;quot;:&amp;amp;quot;Q8565217&amp;amp;quot;},&amp;amp;quot;pagelanguage&amp;amp;quot;:&amp;amp;quot;en&amp;amp;quot;},&amp;amp;quot;targetFrom&amp;amp;quot;:&amp;amp;quot;mt&amp;amp;quot;}" class="cx-link" id="mw5w" title=" فوكس سبورتس 1 ">فوكس سبورتس</a>2، وأنه سيكون أقل عبأ تأثير على البرمجة.
```

## الموظفين على الهواء

### المذيعين / المضيفين
- ديفيد أسمان
- اريا بارتيرومو
- نيل كافوتو
- ليز كلامان
- جاكي دي انجيليس
- لو دوبس
- ميليسا فرانسس
- كينيدي
- داجن ماكدويل
- تشارلز باين
- لورين سيمونيتي
- ستيواد فارني
- اشلي ويبستر

### مراسلون
ومقر هؤلاء الصحفيين في نيويورك ما لم يذكر خلاف ذلك. * تشارلز جاسبارينو
- جيري ويليز

### المساهمون
- نايجل فراج
- جوناثان هونيج
- ديف رمزي

## التقييمات
ذكرت صحيفة نيويورك تايمز والعديد من وسائل الإعلام الأخرى في يوم 4 يناير 2008 أن فوكس بيزنس قد سجلت في المتوسط 6300 مشاهدة، أقل بكثير من شبكة نيلسين البالغة ل35000 مشاهدة. كان الرقم منخفضًا جدًا لدرجة أنه لم يُسمح لأي من نيلسين أو فوكس بيزنس بتأكيد الرقم. وأشارت التايمز وغيرها من وسائل الإعلام إلى أن عمر الشبكة أقل من أربعة أشهر فقط وقد حققت ثلث عدد الوصول للمنازل مثل سي ان بي سي.

## نقد
في 9 مارس 2020، افتتحت تريش ريجان الناقدة في شركة فوكس بيزنس، برنامجها بجزء يتهم الديمقراطيين وغيرهم من النقاد الليبراليين باستغلال جائحة فيروس كوفيد19 لتحقيق مكاسب سياسية ضد الرئيس دونالد ترامب، مما يوحي بأنهم «يلومون عليه فقط» كسبب للفيروس، وأنها كانت «محاولة أخرى لعزل الرئيس». كما احتوى هذا الجزء على قراءة رسم بياني «الغش في القضاء التاجي». وتم وضع العرض على فجوة من قبل فوكس بيزنس في 13 مارس وسط انتقادات لملاحظاتها مشيرة إلى أنها فعلت ذلك لدمج المزيد من التغطية المتعلقة بالوباء. وفي 27 مارس أفيد أن ريغان قد غادر الشبكة.

## فوكس 50
جمعت فوكس بيزنس مؤشرًا صناعيًا يتكون من «أكبر الشركات الأمريكية التي تصنع المنتجات التي نعرفها ونستخدمها كل يوم». هذا المؤشر يشمل:
| - ثري ام - أمازون (شركة) - أمريكان اكسبريس - شركة أبل - إيه تي آند تي - بنك أوف أمريكا - بست باي - بوينج - شيفرون - سيتي جروب | - كوكا كولا - كولجيت بالموليف - كومكاست - كوستكو - دير - ديل - دوبونت - إيباي - إكسون موبيل - فيديكس | - شركة فورد - جنرال إلكتريك - جنرال ميلز - جوجل - هيوليت باكارد - هوم ديبوت - آي بي إم - شركة انتل - جونسون آند جونسون - جي بي مورغان | - كرافت فودس - ماكدونالدز - ميرسك أو ميرك آند كو - مايكروسوفت - نايك - بيبسيكو - فايزر - شركة بروكتر أند غامبل - فايناشال برودنشال - ستاربكس | - شركة تارجت - يو بي إس (بريد سريع) - مجموعة يونايتد هيلث - فيرايزون للاتصالا - فاياكوم سي بي إس - وول مارت - شركة والت ديزني - وارنر ميديا - ولز فارغو - يم! العلامات التجارية |

تم تضمين أنهايزر بوش وميريل لينش في المؤشر الأصلي، ولكن تم شراء كل منهما من قبل شركات أخرى في عام 2008. تم استبدالهم بويلز فارجو وهيوليت باكارد. هذا المؤشر غير متاح للشراء في صورة صندوق المؤشر أو صندوق المؤشرات المتداولة. تلقى الصندوق انتقادات من بعض المدونين الماليين لوضع مؤشر يضم العديد من العلامات التجارية المتنافسة (مثل فيديكس ويو بي اس وماكدونالدز ويم! العلامات التجارية؛ وول مارت وتارجت وكوتسكو وابل وديل ومايكروسوفت وكوكا كولا وبيبسي كو).

## المنافسين
- بلومبرج
- سي ان بي سي

## روابط خارجية
- الموقع الرسمي